# Coleophora pruniella
Coleophora pruniella é uma espécie de mariposa do gênero Coleophora pertencente à família Coleophoridae.